# Тогиак (национальный резерват дикой природы)
Тогиак (англ. Togiak National Wildlife Refuge) — национальный резерват дикой природы на юго-западе штата Аляска, США.
Тогиак находится между Бристольским заливом — на юге и дельтой рек Юкон и Кускокуим — на севере. В административном отношении расположен на территории зон переписи населения Бетел и Диллингхем. Площадь резервата составляет 16 602,4 км², что делает Тогиак четвёртым крупнейшим национальным резерватом дикой природы США.
Резерват служит домом для 48 видов млекопитающих, из них 31 вид — наземные и 17 видов — морские. Млекопитающие включают карибу (более 150 000 голов), волков, лосей, бурых медведей, барибалов, россомаху, обыкновенную лисицу, сурков, бобров и др. Ластоногие, моржи, морские львы и киты встречаются в разное время года вдоль береговой линии резервата, протяжённость которой составляет 970 км. В резервате встречаются 201 вид птиц.